# ترك أوغلي
ترك أوغلي (بالتركية: Türkoğlu)‏ هي بلدة ومُديريَّة تقع في ولاية قهرمان مرعش بتركيا. تصل مساحتها إلى 600 كم²، وترتفع عن سطح البحر حوالي 483 م.